# IronPort
IronPort Systems, Inc., con sede en San Bruno, California era una compañía que diseñaba y vendía productos y servicios que protegían a empresas contra amenazas en la red. Las operaciones de IronPort fueron incorporadas a los servicios empresariales de Cisco Systems en 2007.
IronPort  fue fundada en diciembre de 2000 por Scott Banister y Scott Weiss. Era más conocida por IronPort AntiSpam, el servicio de reputación de correo electrónico SenderBase, y aplicaciones de seguridad de correo electrónico. Estas aplicaciones corrían un kernel FreeBSD modificado bajo la marca AsyncOS. El 24 de noviembre de 2003, IronPort adquirió el servicio de filtrado y reporte SpamCop, el cual corría como una entidad separada y por sí sola.
El 4 de enero de 2007, Cisco Systems anunció que compraría IronPort en una transacción valuada en US$830 millones y completó la adquisición el 25 de junio de 2007. IronPort fue integrado a la unidad de negocios de Cisco Security.
Senderbase fue renombrado como Sensorbase para tomar en cuenta la información entrante a esta base de datos que proporcionaban otros dispositivos de Cisco. SensorBase permite a estos dispositivos construir un perfil de riesgo de direcciones de IP, permitiendo así que los perfiles de riesgo sean creados dinámicamente en sitios http y fuentes de correo electrónico SMTP.